# Veslanje na OI 1956.
Veslanje na Olimpijskim igrama u Melbourneu 1956. godine uključivalo je natjecanja u 7 disciplina, i to samo u muškoj konkurenciji.

## Osvajači medalja

### Muški
| Disciplina             | Zlato | Srebro | Bronca |
| Samac                  | SSSR V. Ivanov | Australija S. Mackenzie | SAD J.B. Kelly Jr. |
| Dvojac na pariće       | SSSR A.Berkoutov Y. Tyukalov | SAD B.P. Costello Jr. J.A. Gardiner                                                                                               | Australija M. Riley M.T. Wood |
| Dvojac bez kormilara   | SAD J.T. Fifer D.Y. Hecht | SSSR I. Bouldakov Victor Ivanov                                                                                                   | Austrija J. Kloimstein A. Sageder                                                                                                 |
| Dvojac s kormilarom    | SAD A.D. Ayrault, Jr. C. F. Findlay A.K. Seiffert (korm)                                                                             | Ujedinjeni tim Njemačke K.H. von Groddeck H. Arndt R. Borkowsky (korm)                                                            | SSSR I. Emtchouk G. Jiline V. Petrov (korm)                                                                                       |
| Četverac bez kormilara | Kanada A.A. McKinnon L. K. Loomer I. W. d 'Hondt D.J. Arnold                                                                         | SAD J.R. Welchli J.D. McKinlay A.F. McKinlay J.S. McIntosh                                                                        | Francuska G. Guillabert G. Mercier Y Delacour R. Guissart                                                                         |
| Četverac s kormilarom  | Italija A. Winkler-R. Sgheiz A. Vanzin F. Trincavelli I. Stefanoni (korm)                                                            | Švedska O. Larsson G. G. Eriksson I. Aronsson S. E. Gunnarsson B. E. Göransson (korm)                                             | Finska K. Hänninen R. Poutanen V. Lehtelä T. Pitkänen M. Niemi (korm)                                                             |
| Osmerac                | SAD T.J. Charlton, Jr. D.H. Wight J.P. Cooke D.A E. Beer C.B. Esselstyn C.L. Grimes R.D. Wailes R.W. Morey Jr. W. R. Becklean (korm) | Kanada P.T. Kueber R.N. McClure R.A. Wilson D.L. Helliwell D.W. Pretty W.A.M. McKerlich D.J. McDonald L.K. West C.S. Ogawa (korm) | Australija M.H. Aikman D.H. Boykett A.F. Benfield J.G. Howden G.O.V. Manton W.N. Howell A.C. Monger B.J. Doyle H.N. Hewitt (korm) |